# Szállítmánybiztosítás
A szállítmánybiztosítás azon technikai, szervezeti és személyi intézkedések összessége, amely biztosítja a szállítandó pénz, érték, termék és egyéb áruk helyváltoztatás közbeni őrzését és védelmét. A szállítmánybiztosítás a vagyonbiztosítás egyik formája. Ebben az esetben a biztosító arra vállal kötelezettséget, hogy kártérítést fizet a biztosított részére a fuvarozási folyamattal együtt járó véletlen, váratlan veszélyek, baleset által a biztosított vagyontárgyban (áruban) okozott károkért a szerződési feltételek alapján. A szállítmánybiztosítás a szállított áru biztosítására szolgál. A nemzetközi szállítmánybiztosítást a Magyarország határait átlépő szállítmányokra kötik, a belföldi szállítmánybiztosítás az ország határain belüli árutovábbítási folyamathoz kapcsolódik. Mindkét esetben a szerződő fél olyan vállalkozás (pl. az áru tulajdonosa), amely az áru állagának megóvásában érdekelt. Mindezentúl beszélhetünk szállítmányozói felelősségbiztosításról is. A szállítási folyamat egyik fontos résztvevője a szállítmányozó, a speditőr. A szállítmányozó (speditőr) felelősségi körébe tartozik az áru a megadott címre, a megadott határidőn belüli eljuttatása, illetve a fuvarozók és biztosításaik ellenőrzése. A szállítmányozói felelősségbiztosítás alapvetően hibás diszponálás esetén térít, de ide tartozhat a fuvarozó CMR biztosításának ellenőrzésének elmulasztása, illetve a fuvarfeltételek nem megfelelő kikötése is. A szállítmányozói felelősségbiztosítás kiegészíthető raktározói, valamint vámügynöki tevékenységre vonatkozó záradékokkal.

## Pénz- és értékszállítmányok

### Pénz- és értékszállítmányok biztosítása
A pénz a vagyonvédelem meghatározása szerint olyan magyar vagy külföldi hivatalos fizetőeszköz, készpénz (bankjegy vagy érme), amely fizikai értelemben létezik. Az érték az értékpapír, nemesfém, ékszer, drágakő, féldrágakő, képzőművészeti alkotás, muzeális értékű tárgy, gyűjtemény stb. összefoglaló neve.
A feladó (felvevő) állomások olyan fizikailag létező helyek, vagy helyiségek, ahol a szállítók a küldeményt felveszik, vagy ahol a szállíttató a küldeményt feladja. A célállomásokon történik meg a pénz- vagy értékszállítmány leadása. Egy állomás egyaránt lehet feladó és cél is.

### Szállítási folyamat résztvevői
- megrendelő: olyan cég, vagy magánszemély, aki, vagy amelyik a szállítást és az esetleg ahhoz kapcsolódó szolgáltatást igényli, megrendeli
- szállító: az a cég vagy egyéni vállalkozó, amelyik, vagy aki a szállítást és az ahhoz kapcsolódó egyéb szolgáltatást elvégzi

### Általános szabályok és feltételek
- a pénzszállítmány az átvételtől az átadásig a szállító birtokába kerül (Polgári törvénykönyv 187. §)
- a szállítás a szállító felelősségére és kockázatára történik, ezért a pénzszállításra kockázati biztosítást kell kötni
- a szállítandó küldeményt a szállító (vagy megbízottja) veszi át, és továbbítja a megrendelő által megjelölt célállomásra
- a szállító a megrendelés szerinti célállomáson a megrendelő által megjelölt jogosultnak adja át a szállítmányt
- a szállítójárművet általában a szállító biztosítja (kivéve, ha a szerződésben másképpen rendelkeztek), de a szállító felelőssége idegen jármű igénybevételekor is teljes

### Szerződés
A pénzszállítás végzéséhez írásos szerződésre van szükség. A szerződést a polgári jog szabályai szerint kötik meg, melyet előír az 1998. évi IV. törvény is.
A szerződésben rendszerint egy-egy megrendelő és vállalkozó szerepel, de a megbízók és a vállalók is lehetnek többen. Ez esetben, a szerződésben rögzíteni kell a felek jogait és kötelességeit külön-külön is, a kockázatvállalás és a felelősség-megosztás mikéntjét is. Írásban kell rögzíteni a biztosítandó szállítmány értékét, és a biztosító által megkövetelt védelem meglétének ellenőrzésére felelős személyt kell kijelölni.
Gépjárművel történő szállításnál fuvarozási, míg kizárólag gyalogosan történő szállításnál megbízási szerződést kötnek.

### Szakmai szabályok

#### A küldemény felvétele
A küldemény felvétele fontos a felelősség és a kockázatvállalás szempontjából, mivel az átvétellel kerül az érték a szállító birtokába és innen kezdve az átadás megtörténtéig kizárólag ő felel az értékekért.
A küldemények felvételének módjai:
- Érték szerinti átvétel: Az átadó a küldeményt érték szerint adja át, ami lehet tételes átvétel, ez pénz vagy értékpapír esetében címlet szerinti átvétel vagy sommás átvétel, amikor a pénzt kötegenként, vagy nagyobb egységenként, például bankjegyeket bundonként, az érméket rolnizva, vagy dobozokba csomagolva adják át, megbízva a csomagolóban, hogy a csomagban a rajta lévő fel-irat szerinti mennyiség van.
- Zsákos vagy csomagonkénti átadás-átvétel: Csomagon a lezárt pénzszállító táskát, kazettát, zsákot, egyéb előírt göngyöleget értjük. Az átadás-átvétellel a vállaló vállalja, hogy a lezárt, megfelelően lepecsételt zsákot, kazettát stb. felbontatlanul, sértetlen külsővel adja át a célállomáson. A göngyöleg megsérülése esetén teendő feladatokat, intézkedéseket külön szerződés rögzíti.
- Az átadó nélküli átvétel: Olyan eseteknél alkalmazzák ezt a megoldást, amikor nincs olyan személy, aki az értéket átadja a szállítónak. Ilyen eset például az automaták, vagy telefonperselyek. Ezen esetekben gyakran előfordulhat, hogy az automata számlálója által jelzett érték nem egyezik meg a szállító által átadott összeggel. A megbízási szerződésben pontosan rögzíteni kell az ilyen esetekre vonatkozó felelősséget.

#### A szállítás végrehajtása
Az igénybevett eszközök vonatkozásában a szállítás lehet gyalogos, gépjárművel és egyéb járművekkel végrehajtott szállítás.
- Gyalogos szállítás: Általában a kisebb összegű, rövidebb távolságra történő szállításnál alkalmazott módszer (például üzletekből bankba, postára, vagy bankból kisebb összegeknek kisebb cégekhez történő kiszállításánál). Gyalogos szállításnak minősül a közforgalmú közlekedési eszközökön való szállítás is, kivéve, ha a közforgalmú közlekedési eszköz üzemeltetője szerződést köt a pénzszállító személyek szállítására. A taxin való szállítást általában gyalogos szállításnak minősítik, kivéve ha a taxisofőr tudja, és vállalja, hogy pénzt szállítanak, akkor ő is részese lesz a szállításnak, így gépkocsival történő szállításnak számít.
- Gépjárművel történő szállítás: A leggyakoribb pénzszállítási módszer. Ezen módszer előírásai és szakmai szabályai a legkidolgozottabbak.
- Egyéb járművel történő szállítás: Ehhez a módszerhez tartozik minden olyan jármű, amely a szállítást végző tulajdonában van, (vonat, hajó, motorkerékpár, repülőgép stb.) és amelynek pénzszállításra történő igénybevételére szerződést kötöttek.

A szállítás folyamata: átvétel – berakodás – szállítás – kirakodás – átadás.
A berakodás, illetve a kirakodás fokozottan veszélyes része a szállítási folyamatnak, mert a szállítást végző jármű álló helyzetben van, a gyors helyváltoztatás feltételei nincsenek meg. A rakodás miatt az ajtó nyitott állapotban van, és a szállítók, vagy egy részük a rakodással vannak elfoglalva, ezért figyelmük megoszlik a rakodás, a gépkocsi és a környezet figyelemmel kísérése miatt. A rakodás rendszerint a nyílt utcán történik, a gépjármű sok esetben csak az objektum bejáratától néhány méterrel távolabb tud megállni.
A biztosítók is külön veszélyhelyzetnek tekintik a rakodási idő tartamát, hiszen külön pont szerepel az úgynevezett járdakockázatra.
Gyakorlati szabályok:
- a pénz és az értékek védelme a szerződés tárgya, de az emberi élet védelme megelőzi ezt
- a pénzszállításban csak megbízható emberek vehetnek rész, akik betartják titoktartási kötelezettségüket
- pénzszállításban csak pihent és egészséges ember vehet részt
- csak kiváló műszaki állapotú gépjárművel lehet pénzt szállítani
- állandó átvevő és átadó állomások között több útvonalat kell alkalmazni, ezeket kiismerhetetlenül kell váltogatni
- a szállítás során az egyirányú utcákat kerülni kell
- szállítás közben a közúti akadályokat még az odaérkezés előtt el kell kerülni
- személygépkocsival történő szállítás esetén a pénzt, tartalmazó táskát, zsákot le kell takarni
- a forgalomban részt vevő járműveket figyelemmel kell kísérni
- baleseteknél kiemelten kell figyelni a szállítmányra; közvetlenül a baleset mellett nem lehet megállni, a mentésben nem a vezető, vagy a pénzkezelő vehet részt, hanem a kísérő
- a gépjármű ajtóit szállítás közben zárva kell tartani, és biztosítani kell
- a gépjármű meghibásodása esetén a gépkocsivezető megkísérelheti a javítást, de nem vehet igénybe arra járó, vagy önzetlenül ajánlkozó idegen segítséget
- a szállítóegységnek rendelkeznie kell mobiltelefonnal, rádió-adóvevővel, vagy más kommunikációs eszközzel
- a rakodást lehetőleg zárt helyen kell végezni
- a fegyveres kísérőnek a fegyverét biztosított állapotban kell magánál tartania
- a fegyverhasználat csak jogos védelmi helyzetben megengedett, nem használható az esetlegesen elrabolt pénz visszaszerzésére, vagy a támadó elfogására – a támadáskor csak azzal arányosan szabad védekezni
- pénz- vagy értékszállítás során az indulási és érkezési állomások között tilos megállni
- műszaki hiba, vagy baleset esetén tömegközlekedési eszköz megállóhelyétől, felüljárótól lakatlan területen legalább 200 méterre, útkereszteződésektől, bekötőutaktól legalább 100 méterre kell megállni; a váratlan megállást veszélyhelyzetnek kell tekinteni, és a jármű ajtaját az akadály elhárítása ideje alatt is zárva kell tartani, a kísérő őrök a járművet nem hagyhatják el

Veszélyhelyzetben teendők:
- elsődlegesen az emberi élet mentése, elsősegélynyújtás
- az esemény jellegétől függően a megfelelő sorrendben értesíteni kell a mentőket, a rendőrséget, a tűzoltókat, a szállító cég diszpécserközpontját
- a szállított értéket biztonságba kell helyezni
- a helyszínt biztosítani kell, a nyomokat meg kell őrizni
- a helyszínre érkező hatóságok értesítése a történtekről, a közben megfigyelt külső információkkal együtt
- lehetőség szerint az út folytatása a célállomásig, vagy rendőrségi, honvédségi objektumig, ahol a szállítmányt biztonságba lehet helyezni

Támadás esetén teendők:
- a helyszín gyors elhagyása, ha ez lehetséges
- a védekezés helyszíni megszervezése és az észszerűség határáig annak végrehajtása,
- végső esetben a megadás

Betegség, rosszullét esetén teendők:
- a pénz- és értékszállítást végző biztonsági szolgálat tagjának betegsége vagy rosszulléte esetén a szállítást meg kell szakítani, és orvosi ellátásról kell gondoskodni
- kórházi kezelés szükségessége esetén egy kísérő mindvégig legyen a beteg mellett
- a szállítmány őrzését mindvégig biztosítani kell
- a kórházba került fegyverét az arra illetékesnek ürítenie kell, és gondoskodnia kell a fegyver leadásáról
- a beteg hozzátartozóit értesíteni kell

#### A küldemény átadása
A szállítóknak meg kell arról győződni, hogy az arra illetékesnek adják-e át a szállítmányt, majd a kirakodásnál a berakodáskor alkalmazott intézkedéseket kell megtenni, az átadást pedig az átvételhez hasonló módon (tételes, sommás) stb. kell megejteni. A szállítás befejezéséről az átadó átvételi elismervényt kap.

## Nagy értékű, illetve veszélyes szállítmányok
A nagy értékű szállítmányok biztosítása hasonló módon történik, mint a pénz- és értékszállítmányoké. Ezek a szállítmányok azonban más biztosítási kategóriába tartoznak, ezért a szállítókkal és a szállítóeszközökkel kapcsolatban is eltérőek a követelmények. Általában a nagy értékű szállítmányok terjedelemben is nagyobbak, így a szállítóeszközök is mások lehetnek.

### Veszélyes szállítmányok
Fajtái:
- robbanóanyagok
- gázok (cseppfolyós vagy sűrített)
- gyúlékony (szilárd, folyékony) anyagok
- öngyulladásra hajlamos anyagok
- vízzel érintkezve gyúlékony gázokat fejlesztő anyagok
- gyújtó hatású anyagok
- mérgező anyagok,
- radioaktív anyagok

Ezen anyagok szállítását szigorú nemzetközi előírások szabályozzák közúti, vízi és vasúti szállítás esetére. A veszélyes anyagokat szállítása történhet ömlesztett, keménydarabos vagy tartályos szállítási módban. A veszélyes anyagok szállításának biztosításánál, vagyonvédelménél érvényesek a pénz- és értékszállítmányoknál is alkalmazott szabályok,
előírások. Ezekhez az általános előírásokhoz társul még néhány szigorúbb előírás is:
- veszélyes szállítmányokat csak felügyelet mellett szabad útba indítani
- a szállítmánykísérőket értesítési kötelezettség terheli a rendőrség felé
- a veszélyes szállítmányok ellenőrzésére jogosultak a határállomások vámhivatali, a rendőrség, a Közlekedési Főfelügyelet, a megyei közlekedési felügyeletek, a környezetvédelem munkatársai, illetve a saját szállítmányát útba indító cég és képviselője, a szállítás vagyonvédelmét, biztosítását végző cég erre jogosult vezetője, tagja

Feladatok:
- a veszélyes szállítmány elleni támadás megakadályozása vagy elhárítása
- környezeti katasztrófát okozó szállítmányrombolás megakadályozása
- a szállítmány vagy annak egy része elrablásának megakadályozása
- a veszélyes anyagok környezetben esetleg okozott kárának elhárításában való részvétel

A veszélyes anyagok szállításában részt vevő biztonsági őröket előzőleg ki kell képezni a veszélyes anyagok szállításával kapcsolatos előírásokra, a mentesítés feladataira. Ha szükséges a szállításban résztvevőket el kell látni védő- és mentesítő felszerelésekkel.
Speciális kötelezettség baleset vagy a szállítmány sérülése esetén:
- életmentés,
- az esemény helyszínének lezárása
- az illetékes hatóságokat értesítése
- a rendelkezésre álló eszközökkel a nagyobb környezeti károk megelőzése, a veszélyes anyagok elfolyásának, szétszóródásának megakadályozása

## Kapcsolódó jogszabályok
- Polgári törvénykönyv 187. §
- 2005. évi CXXXIII törvény

## Külső hivatkozások
- Riasztástechnika.lap.hu - linkgyűjtemény
- Szállítmánybiztosítások kötése